# Ovoidul
Ovoidul este un film românesc din 1970 regizat de Pavel Constantinescu.